# Sosso-bala
O sosso-bala é um balafom, um instrumento musical do tipo do xilofone e que é considerado como o símbolo de liberdade e coesão do povo Mandinga, disperso por um território da África Ocidental que pertenceu ao Império do Mali. O sosso-bala tem um comprimento aproximado de 1,5 m, sendo formado por 20 lâminas talhadas de diversas dimensões (45 cm a 75 cm), e 32 cm. Debaixo de cada uma destas está colocada uma cabaça que atua como caixa de ressonância.
Segundo a Epopeia de Sundiata, este instrumento pertenceu e foi originalmente tocado pelo rei Sumangaru Cante, rei dos sossos, que subiu ao trono no século XIII. Este confiou-o ao seu griô Bala Fassequê. Sundiata Queita derrotou Cante na Batalha de Quirina em 1235, adquiriu o balafom e fez de Fassequê o seu protetor e guardião. Desde então, tem acompanhado ao longo dos séculos a transmissão dos poemas épicos, principalmente o épico de Sundiata e os hinos à glória do fundador do império do Mali.
O sosso-bala original mudou de local ao longo dos séculos, sendo regularmente movido entre os atuais Mali e Guiné. Presentemente encontra-se perto da fronteira entre os dois países, sendo mantido, com outros objetos sagrados e históricos, numa cabana de terra na aldeia de Niagassola, na prefeitura de Siguiri, região de Cancã, no norte da Guiné. Niagassola é a terra natal da família Docala, à qual pertencem os feiticeiros Kouyaté de Niagassola. O balatigui, patriarca da família Docala, é o guardião do instrumento e só pode tocar em certas ocasiões, como no Ano Novo islâmico ou em alguns funerais. Também é responsável pelo ensino do balafom tradicional a crianças a partir dos sete anos de idade.
Além da infraestrutura precária e das difíceis condições de vida em Niagassola, a diminuição progressiva do número de alunos devido ao êxodo rural é considerado como um dos principais fatores que ameaçam a continuidade desta tradição musical. No entanto, o balatigui e outros membros da família Docala ainda ocupam uma posição importante dentro da sociedade mandinga, tendo-se comprometido a ensinar as técnicas relacionadas com o sosso-bala às gerações futuras
O espaço cultural do sosso-bala foi integrado pela UNESCO na lista representativa do Património Cultural Imaterial da Humanidade em 2008, após ter sido proclamado originalmente como Obra-Prima do Património Cultural Imaterial da Humanidade em 2001.